# Houlletia odoratissima
Houlletia odoratissima är en orkidéart som beskrevs av Jean Jules Linden, John Lindley och Joseph Paxton. Houlletia odoratissima ingår i släktet Houlletia och familjen orkidéer. Inga underarter finns listade i Catalogue of Life.

## Bildgalleri

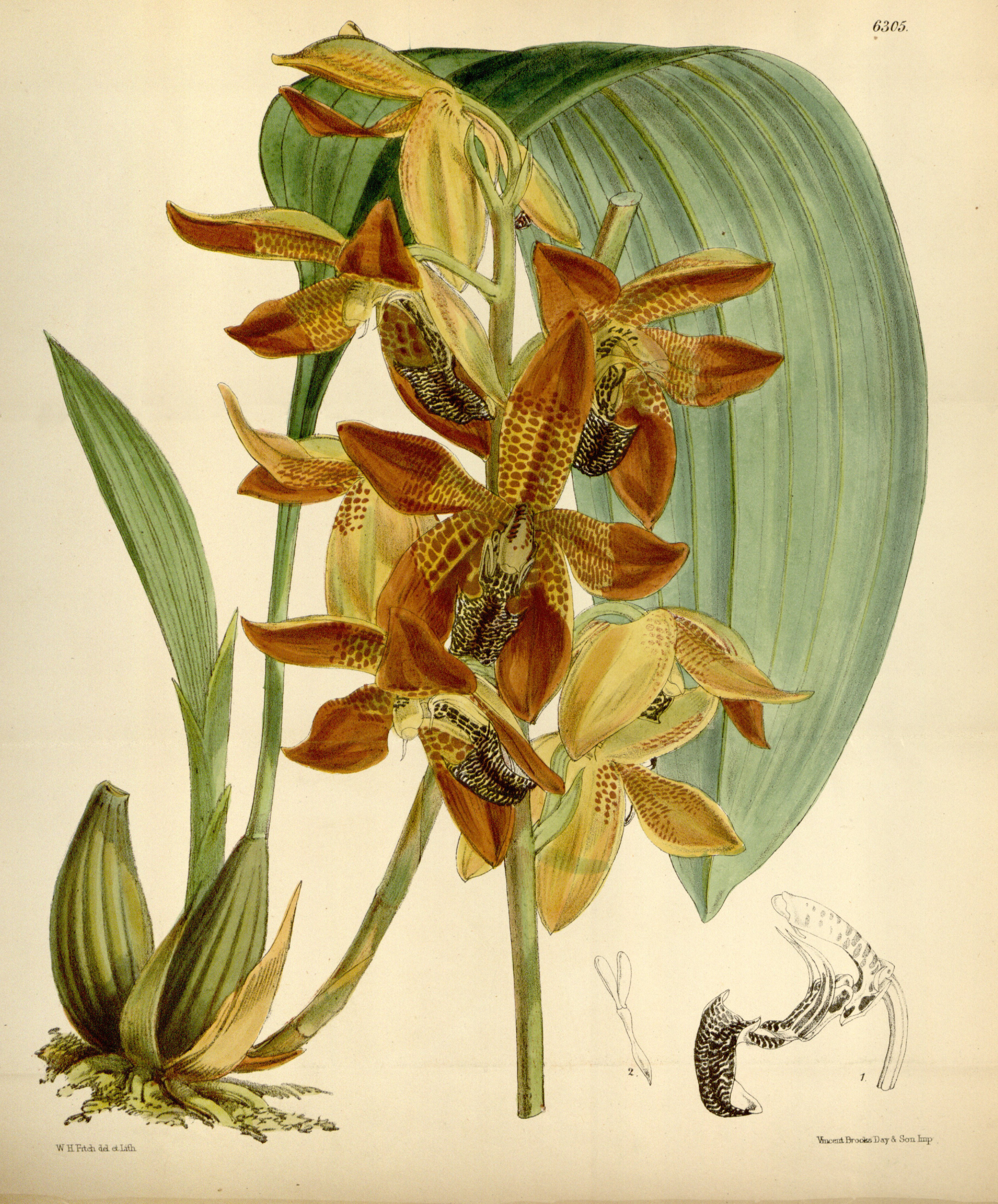